# Acanthepedanus
Acanthepedanus is een geslacht van hooiwagens uit de familie Epedanidae.
De wetenschappelijke naam Acanthepedanus is voor het eerst geldig gepubliceerd door Roewer in 1912. 

## Soorten
Acanthepedanus is monotypisch en omvat slechts de volgende soort:
- Acanthepedanus armatus